# Valerianella diodon
Valerianella diodon är en kaprifolväxtart som beskrevs av Pierre Edmond Boissier. Valerianella diodon ingår i släktet klynnen, och familjen kaprifolväxter. Inga underarter finns listade i Catalogue of Life.